# Neopotiatuca brevis
Neopotiatuca brevis là một loài bọ cánh cứng trong họ Cerambycidae.